# Oleg Saitov
Pour les articles homonymes, voir Saïtov.
Oleg Saitov (en russe : Олег Элекпаевич Саитов, transcription française : Oleg Elekpaïevitch Saïtov) est un boxeur russe né le 26 mai 1974 à Jigouliovsk.

## Carrière
Champion olympique aux Jeux d'Atlanta en 1996 dans la catégorie poids welters, il réédite l'exploit à Sydney en 2000 et remporte la médaille de bronze 4 ans plus tard à Athènes. Son palmarès amateur est également marqué par un titre de champion du monde obtenu à Budapest en 1997 et deux titres européens à Minsk en 1998 et à Pula en 2004.

## Parcours auxJeux olympiques
Jeux olympiques d'été de 1996 à Atlanta (poids welters) :
- Bat Cahit Sume (Turquie) 11-1
- Bat Ho-Jo Bae (Corée du Sud) 9-5
- Bat Kamel Chater (Tunisie) 9-3
- Bat Daniel Santos (Porto Rico) 13-11
- Bat Juan Hernández Sierra (Cuba) 14-9

 Jeux olympiques d'été de 2000 à Sydney (poids welters) :
- Bat Francisco Calderon (Colombie) 15-1
- Bat Ruslan Khairov (Azerbaïdjan) 10-10, 55-47
- Bat Dorel Simion (Roumanie) 19-10
- Bat Sergiy Dotsenko (Ukraine) 24-16

 Jeux olympiques d'été de 2004 à Athènes (poids welters) :
- Bat Miloud Ant Hammi (Maroc) 30-15
- Bat Mohamed Hikal (Égypte) 18-17
- Bat Sherzod Husanov (Ouzbékistan) 22-14
- Battu par Bakhtiyar Artayev (Kazakhstan) 18-20